# Muzeum Architektury Ludowej w Bardejowie-Zdroju
Muzeum Architektury Ludowej w Bardejowie-Zdroju (słow. Múzeum ľudovej architektúry v Bardejovských Kúpeľoch lub Múzeum ľudovej architektúry horného Šariša) – muzeum na wolnym powietrzu typu skansen, znajdujące się w Bardejowie, w historycznym regionie Szarysz w północno-wschodniej Słowacji.

## Opis
Muzeum leży na skraju wielkiego parku uzdrowiskowego w Bardejowie-Zdroju, ok. 5 km na północ od centrum miasta Bardejowa. Zostało utworzone w 1965 r. i jest najstarszym tego typu obiektem na terenie Słowacji. Organizacyjnie stanowi część Muzeum Szaryskiego w Bardejowie (słow. Šarišské múzeum v Bardejove). Na obszarze ok. 1,5 ha gromadzi zabytki budownictwa ludowego, głównie drewnianego (łącznie 24 obiekty), oraz inne elementy kultury materialnej związane z Rusinami karpackimi i góralami słowackimi z górnego Szarysza i północnego Zemplina.

## Charakterystyka obiektów
W muzeum reprezentowane są 4 grupy obiektów:
1. Drewniane chałupy mieszkalne konstrukcji zrębowej:
  - chałupa łemkowska biednego rolnika ze wsi Frička z 1887 r.;
  - zrębowa, wylepiona gliną i kryta strzechą chałupa biednego rolnika z rusińskiej wsi Hrabova Roztoka z 1896 r.;
  - dom mieszkalny na podmurówce średniozamożnego rolnika ze wsi Petrová z 1896 r.;
  - zrębowa, kryta strzechą chałupa drobnego rolnika ze wsi Malcov z 1899 r.;
  - zrębowa, wylepiona gliną i kryta słomą chałupa rolnika z miejscowości Kračúnovce z końca XIX wieku.
2. Różne budowle gospodarskie:
  - spichlerzyki (słow. sýpky lub sypance) drewniane, zrębowe, na podmurówkach z miejscowości: Petrova, Kračúnovce, Malcov i Andrejova;
  - stodoły zrębowe z miejscowości Hankovce (wieloboczna) i Tarbaj;
  - chlew ze wsi Veľkrop;
  - suszarnia owoców z miejscowości Buclovany;
  - pasieka z drewnianymi ulami (wśród nich najstarszy datowany ul na Słowacji z 1691 r.);
  - studnia.

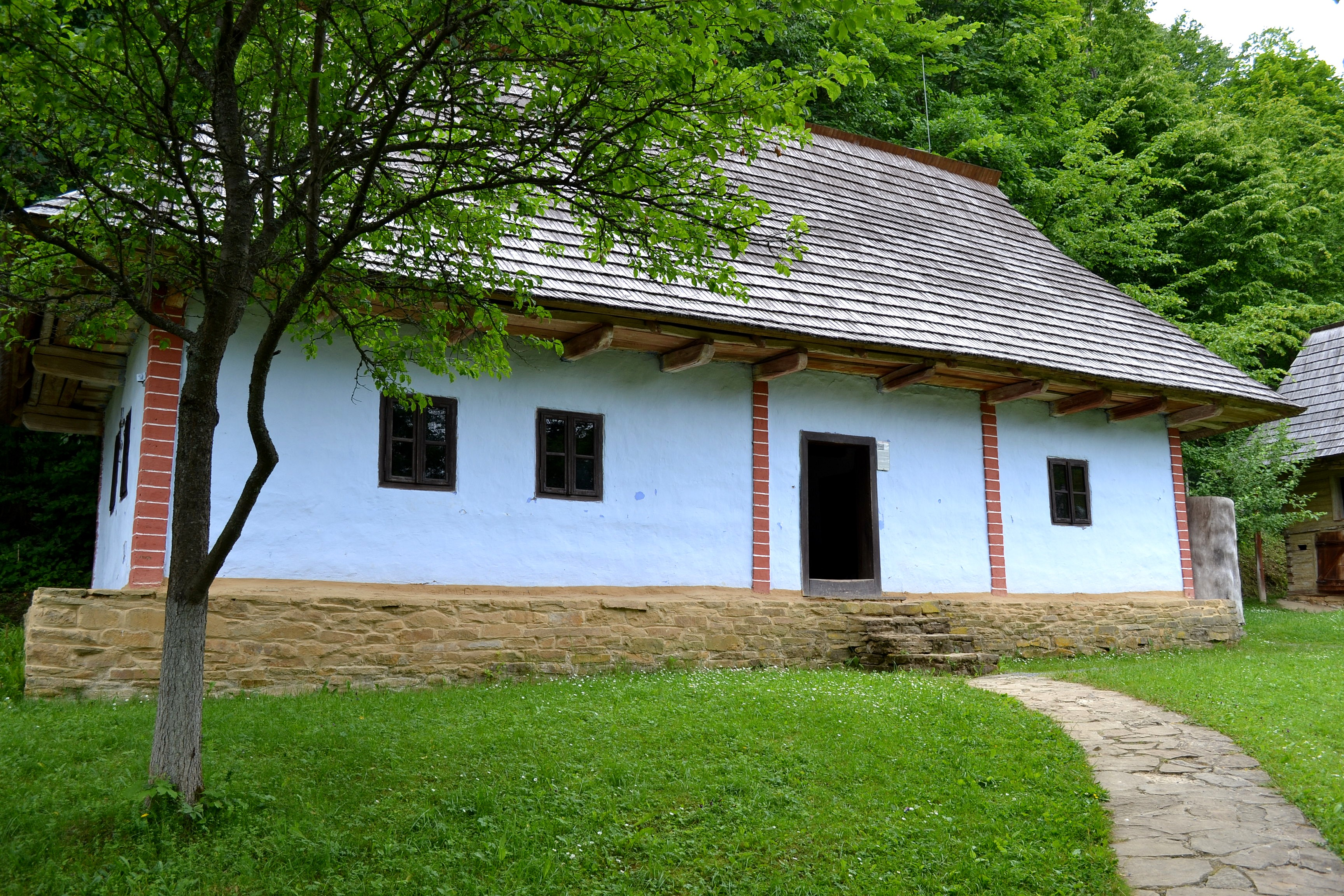
Chata z Hrabovej Roztoki
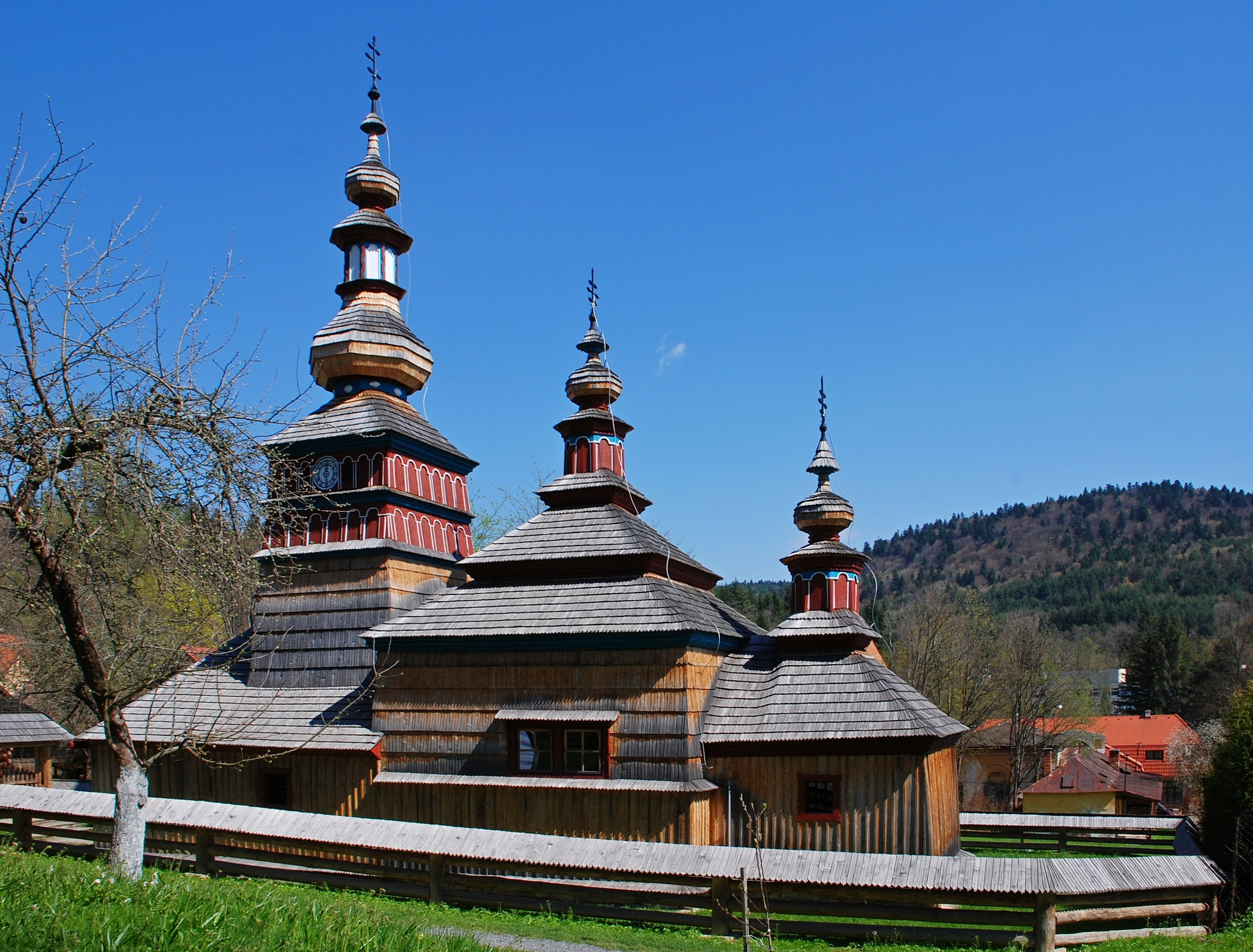
Cerkiew z Mikulášovej
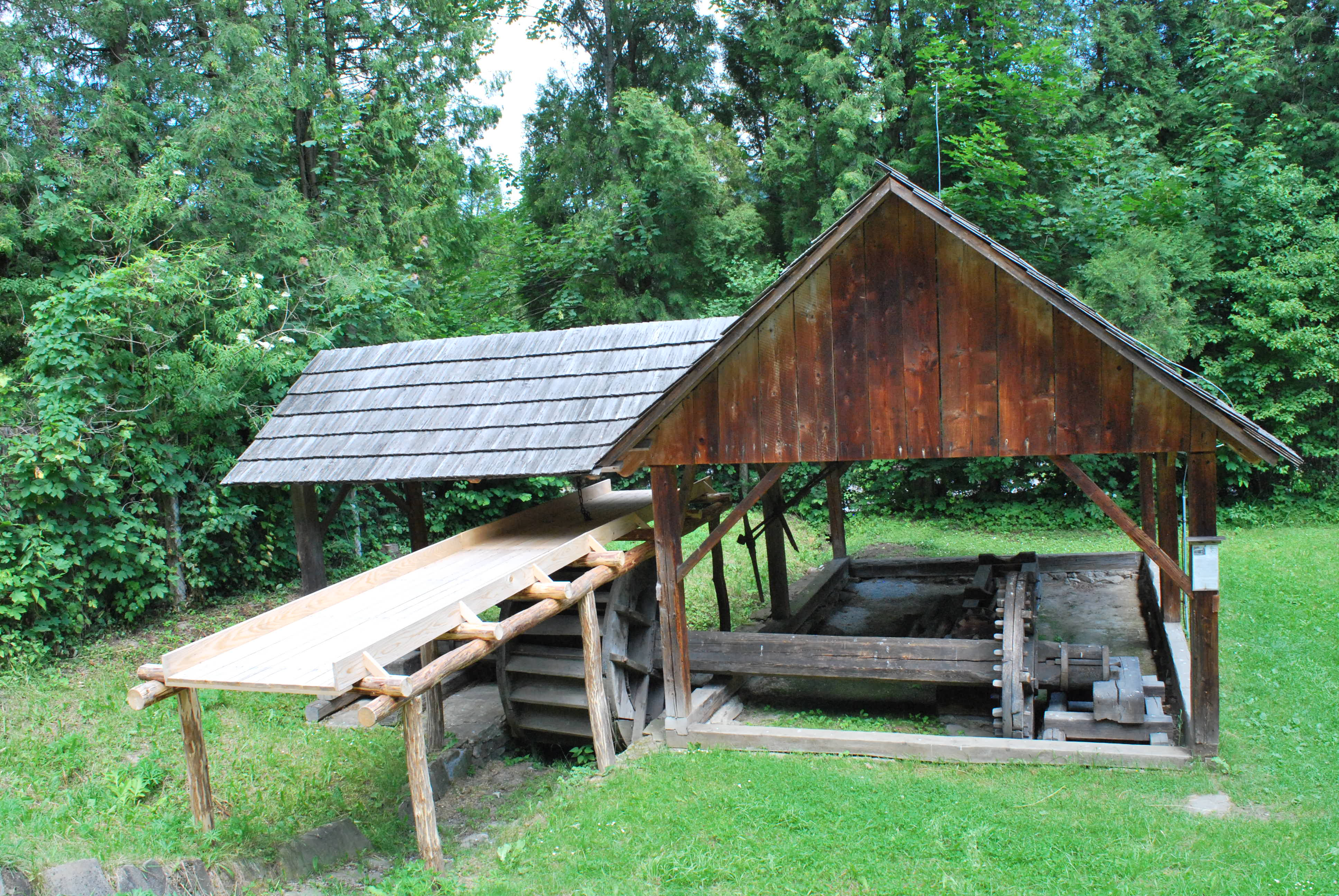
Warsztat z oprzyrządowaniem do wiercenia drewnianych rur wodociągowych

Obiekty techniczne:
1. - unikatowy warsztat z oprzyrządowaniem do wiercenia drewnianych rur wodociągowych, pochodzący z Bardejowa, częściowo z XVIII w., częściowo z 1932 r. (rekonstruowane w 1963 r.);
  - folusz ze wsi Livov do domowego wyrobu sukna z 1888 r., częściowo rekonstruowany w 1948 r.;
  - kuźnia wiejska ze wsi Abrahámovce z lat 30. XX wieku.

Budowle sakralne:
1. - drewniana cerkiew obrządku greckokatolickiego typu bojkowskiego ze wsi Zboj (powiat Humenné) z 1706 r., przewieziona do skansenu w 1967;
  - dzwonnica z bramką ze wsi Nižný Orlík z 1763 r.;
  - dzwonnica z miejscowości Nemcovce;
  - kaplica pod wezwaniem św. Jana Nepomucena z drugiej połowy XVIII w.;
  - greckokatolicka cerkiew ze wsi Mikulášová z 1730 r., rozbudowana w 1837, przewieziona do bardejowskiego uzdrowiska w 1931, zrekonstruowana na terenie skansenu w 2005 roku.

Wszystkie budowle są wyposażone w umeblowanie, sprzęty gospodarskie i narzędzia odpowiednie dla rodzaju i czasu powstania (eksploatowania) obiektu.